# Ludwig Schwarz (püspök)
Ludwig Schwarz S.D.B. (Főrév, 1940. június 4. –) szlovákiai születésú, német nemzetiségű szerzetespap, a Linzi egyházmegye nyugalmazott püspöke.

## Élete
1940. június 4-én született Főréven, kilenc gyermek közül elsőként. Miután családját 1945-ben kiutasították Szlovákiából, Bécsbe mentek. Itt járt általános iskolába és a gimnázium alsó osztályaiba. Ezután az unterwaltersdorfi Szalézi Aufbaugymnasiumba járt, ahol 1959. júniusában sikeresen leérettségizett, és csatlakozott a szaléziekhez. Általános segéd volt Unterwaltersdorfban, majd Klagenfurtban. Filozófiát is tanult Unterwaltersdorfban, teológiát Klagenfurtban a Philosophisch-Theologische Hochschule Benediktbeuernben. 1964. június 29-én szentelte pappá Josef Stimpfl püspök. Ekkor ideiglenesen a grazi Don Bosco-plébánia káplánja volt. Ezután a Bécsi Egyetemen filológiát és régészetet tanult. A Herz-Jesu-Spital (Jéus szíve Kórház) káplánja volt. 1970-ben filozófiából doktorált. A horni egyházmegyei szeminárium rektoraként folytatta, majd 1984-ig az osztrák szalézi tartomány tartományfőnöke volt Bécsben. 1984-től a "Don Bosco" Nemzetközi Egyházi Kollégium igazgatója volt a római Pápai Szalézi Egyetemen. Egy évvel később keresztény filológiát kezdett tanítani a helyi egyetemen. 1993-ban a Don Bosco szaléziak római tartományának ("Visitatoria Roma-UPS") provinciálisa lett. 1999. februárja és 2005. februárja között az ausztriai Pápai Misszió országos igazgatója volt. II. János Pál pápa 2001. október 15-én II. bécsi segédpüspökké és Simidicci címzetes püspökévé nevezték ki. Püspöki felszentelését a Stepansdomban 2001. november 25-én tartották, főszentelője Christoph Schönborn bíboros volt, a társszentelők Alois Kothgasser püspök és Ján Sokol érsek voltak. Ezt a tisztséget 2005. július 6-ig töltötte be, amikor is XVI. Benedek pápa Linzi egyházmegyei püspökké nevezte ki. Ugyanezen év szeptember 18-án avatták fel. 2015. november 18-án vonult nyugállományba.

## Fordítás
- Ez a szócikk részben vagy egészben  a   Ludwig Schwarz című cseh Wikipédia-szócikk ezen változatának fordításán alapul.  Az eredeti cikk szerkesztőit annak laptörténete sorolja fel. Ez a jelzés csupán a megfogalmazás eredetét és a szerzői jogokat jelzi, nem szolgál a cikkben szereplő információk forrásmegjelöléseként.